# Kościół św. Stanisława w Milejczycach
Kościół świętego Stanisława w Milejczycach – rzymskokatolicki kościół parafialny mieszczący się w dawnym mieście, obecnie wsi Milejczyce, w województwie podlaskim. Należy do dekanatu Siemiatycze diecezji drohiczyńskiej.

## Historia
Jest to budowla drewniana wzniesiona w latach 1740-1744 przez księżną Eleonorę z Waldsteinów Czartoryską. Proboszczem był ówcześnie Adam Ryszkowski. Świątynia była trzykrotnie remontowana w latach: 1782, 1829 i 1856. Po upadku powstania styczniowego została zamknięta w dniu 20 lutego 1866 roku, natomiast budynki i ziemia została przekazana służbie cerkiewnej. W tym samym roku kościół został przemianowany na cerkiew prawosławną pod wezwaniem Świętego Ducha rozkazem numer 427 z dnia 11 kwietnia Konstantina von Kaufmana, generał-gubernatora grodzieńskiego i wileńskiego. Katolicy odzyskali świątynię dopiero po zakończeniu I wojny światowej w dniu 17 maja 1917 roku.

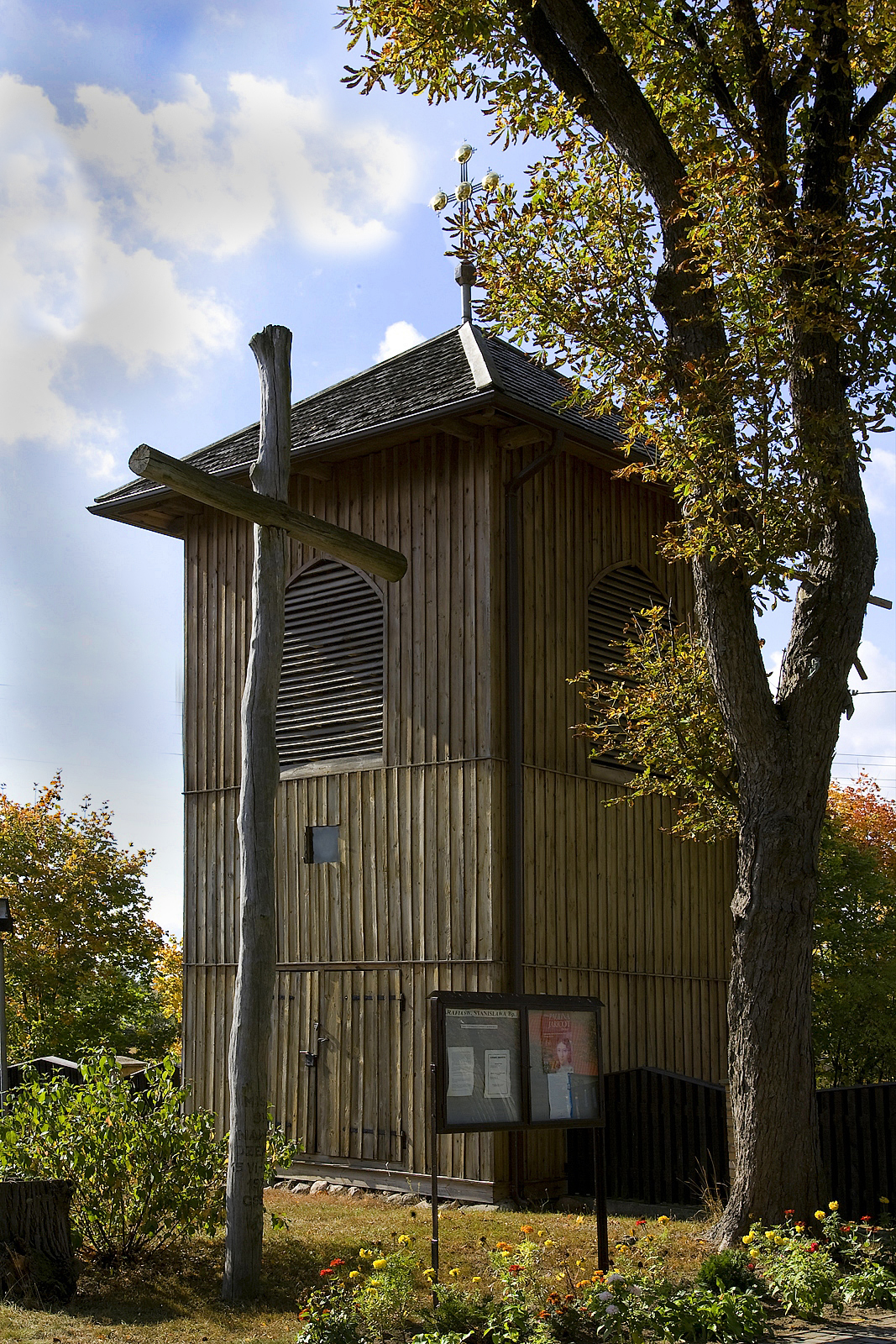
Dzwonnica

## Architektura i wyposażenie
Jest to świątynia drewniana, posiadająca konstrukcję zrębową, wzmocnioną lisicami, posiada szalunki. Orientowana i wzniesiona na planie prostokąta. Prezbiterium jest mniejsze od nawy, zamknięte jest prostokątnie, z boku znajduje się zakrystia i skarbczyk. Nad nimi są umieszczone loże. Nad wejściem głównym od frontu znajduje się daszek dwuspadowy. Dach budowli jest dwukalenicowy, pokryty gontem. Na nim jest umieszczona czworoboczna wieżyczka na sygnaturkę. Jest ona zakończona hełmem blaszanym z latarnią. Nawa jest przykryta stropem płaskim, natomiast prezbiterium pozornym sklepieniem kolebkowym. Chór muzyczny podparty jest dwoma słupami. Ołtarz główny i dwa boczne pochodzą z około 1740 roku i reprezentują styl barokowy.